# Định Hương
Định Hương (zm. 1051) – wietnamski mistrz thiền ze szkoły vô ngôn thông.

## Życiorys
Pochodził z Chu Minh w prefekturze Thiên Đức. Jego rodzinnym nazwiskiem było Lư. Rodzina praktykowała buddyzm już od wielu pokoleń. 
Jeszcze w młodym wieku Định Hương został uczniem mistrza thiền Đa Bảo w świątyni Kiến Sơ. Przez dwadzieścia pięć lat był jego służącym. Đa Bảo miał ponad stu uczniów i Định Hương zaliczał się do najlepszych, razem z Narodowym Nauczycielem Bão Hoà.
Pewnego dnia Định Hương zapytał mistrza Đa Bảo: "Jak mogę zobaczyć prawdziwy umysł?" Đa Bảo powiedział: "Musisz to rozwinąć dla siebie." Định Hương stał się całkowicie pusty po usłyszeniu tych słów i powiedział: "Wszystko jest właśnie takie, nie tylko ja." Đa Bảo powiedział: "Czy już rozumiesz, czy nie?" Định Hương powiedział: "Nawet wtedy kiedy zrozumiałem, nie różniło się to od tego, kiedy nie rozumiałem." Đa Bảo powiedział: "Musisz to zachować." Định Hương zakrył swoje uszy. Đa Bảo krzyknął i Định Hương pokłonił się. Đa Bảo powiedział: "W przyszłości będziesz miał do czynienia z głuchymi ludźmi." 
Głównodowodzący generał i Komisarz obrony Nguyễn Tuân bardzo szanował mistrza i zaprosił go do objęcia klasztoru Cảm Ứng na górze Bà Sơn w prefekturze Thiên Đức. Định Hương żył tam i nauczał wielką liczbę uczniów.
Trzeciego dnia trzeciego miesiąca w trzecim roku, canh dần, okresu Sùng Hưng Đại Bảo panowania Lý Thái Tông (pan. 1028–1054), czyli w 1050 roku, Định Hương poczuł się chory. Zwołał mnichów, aby ich pożegnać, i wygłosił wiersz: 
| Pierwotnie nie ma mieszkania, Naszym mieszkaniem jest prawdziwa szkoła [thiền]. Prawdziwa szkoła jest iluzoryczna jak to, Iluzoryczne istnienie równa się pustce pustki. |

Po skończeniu wiersza nagle zmarł.

## Linia przekazu Dharmy
Pierwsza liczba oznacza liczbę pokoleń mistrzów od 1 Patriarchy indyjskiego Mahakaśjapy.
Druga liczba oznacza liczbę pokoleń od 28/1 Bodhidharmy, 28 Patriarchy Indii i 1 Patriarchy Chin.
Trzecia liczba oznacza początek nowej linii przekazu w danym kraju.
- 33/6. Huineng (638-713)
  - 34/7. Nanyue Huairang (677-744) szkoła hongzhou
    - 35/8. Mazu Daoyi (707-788)

  - 36/9. Baizhang Huaihai (720-814)
    - 37/10/1. Vô Ngôn Thông (759-826) Wietnam - szkoła vô ngôn thông
      - 38/11/2. Cảm Thành (zm. 860)
        - 39/12/3. Thiện Hội (zm. 900)
          - 40/13/4. Vân Phong (zm. 956)
            - 41/14/5. Khuông Việt (933-1011)
              - 42/15/6. Đa Bảo (zm. po 1028)
                - 43/16/7. Định Hương (zm. 1051)
                  - 44/17/8. Viên Chiếu (999-1090)
                    - 45/18/9. Thông Biện (zm. 1134)
                      - 46/19/10. Biện Tâi (bd)
                      - 46/19/10. Đạo Huệ (zm. 1173)
                        - 47/20/11. Tịnh Lực (1112–1175)
                        - 47/20/11. Trí Bảo (zm. 1190)
                        - 47/20/11. Trường Nguyên (1110–1165)
                        - 47/20/11. Minh Trí (zm. 1196)
                          - 48/21/12. Quảng Nghiêm (1122–1190
                            - 49/22/13. Thường Chiếu (zm. 1203)
                              - 50/23/14. Thông Thiền (zm. 1228) laik
                                - 51/24/15. Tức Lự (bd)
                                  - 52/25/16. Ứng Vương (bd) laik

                              - 50/23/14. Thần Nghi (zm. 1216)
                                - 51/24/15.. Ẩn Không (bd)

                        - 47/20/11. Tín Học (zm. 1190)
                        - 47/20/11. Tịnh Không (1091–1170)
                        - 47/20/11. Dại Xả (1120–1180)

                  - 44/17/8. Cứu Chỉ
                  - 44/17/8. Bảo Tính (zm. 1034)
                  - 44/17/8. Minh Tâm (zm. 1034)

                - 43/16/7. Thiền Lão
                  - 44/17/8. Quảng Trí
                    - 45/18/9. Mãn Giác (1052–1096)
                      - 46/19/10. Bổn Tịnh (1100–1176)

                    - 45/18/9. Ngộ Ấn (1020–1088)